# Acropis tuberculiferum
Acropis tuberculiferum là một loài bọ cánh cứng trong họ Zopheridae. Loài này được Burmeister miêu tả khoa học năm 1840.